# Rhacophorus moltrechti
Espèce
Statut de conservation UICN

 LC  : Préoccupation mineure
Rhacophorus moltrechti est une espèce d'amphibiens de la famille des Rhacophoridae.

## Répartition et habitat
Cette espèce est endémique de Taïwan où elle se rencontre jusqu'à 2 500 m d'altitude,.
Elle vit dans les forêts, vergers et plantations de thé.

## Étymologie
Cette espèce est nommée en l'honneur d'Arnold Moltrecht.

## Publication originale
- Boulenger, 1908 : Descriptions of a new Frog and a new Snake from Formosa. Annals and Magazine of Natural History, sér. 8, vol. 2, no 7, p. 221-222 (texte intégral).